# Pachylibunus gomesianus
Pachylibunus gomesianus is een hooiwagen uit de familie Gonyleptidae.